# Гедвилас, Видас
Ви́дас Ге́двилас (лит. Vydas Gedvilas; род. 17 мая 1959, Ужгиряй, Кельмеский район, Литовская ССР, СССР) — литовский баскетбольный тренер, политический и общественный деятель. Председатель Сейма Литовской Республики (2012—2013). Доктор биомедицины. 

## Образование
Окончил среднюю школу в городке Луоке, Тельшяйский район в 1977 году.
В 1981 году с отличием окончил Литовский институт физической культуры в Каунасе по специальности преподаватель физвоспитания. Там же оканчивал аспирантуру в 1985—1988 годах. В 1989 году защитил докторскую диссертацию и имеет звание доктора биомедицины. С 1981 года преподаватель Академии физической культуры Литвы. В 2001—2004 годах занимал пост проректора академии.
Владеет литовским, русским и немецким языками.

## Карьера

### Спорт
В 1988—1993 годах был ассистентом тренера баскетбольной команды «Атлетас» Института физической культуры; за это время команда стала трижды чемпионом Литвы. В 1993—2004 годах — главный тренер женской баскетбольной команды «Виктория» Академии физической культуры. Под его руководством команда стала чемпионом Литвы, чемпионом среди балтийских стран, участвовала в Еврокубке, попав в 16 сильнейших команд континента.
В 1996—2002 годах — старший тренер женской сборной Литвы по баскетболу. За это время женская сборная Литвы, первый раз в истории литовского баскетбола, стала чемпионом Европы 1997 года, занимала шестое (1999) и четвёртое (2001) места, участвовала в двух чемпионатах мира, заняв шестое (1998) и одиннадцатое (2002) места.
В 1999 году студенческая сборная Литвы, под руководством В. Гедвиласа, на универсиаде в Испании заняла пятое место.

### Политика
С 2004 года член партии труда Литвы. С 2004 года — член Сейма Литвы. в 2011—2012 годах член совета самоуправления города Каунаса. 19 ноября 2012 года был избран Председателем Сейма Литовской Республики. После отставки с поста первого вице-спикера Сейма Витаутаса Гапшиса, обвинённого в неуплате штрафа, подал заявление об уходе с поста спикера.

## Семья
Первая жена Елена, у них двое детей: дочь Аквиле и сын Мартинас. 17 мая 2012 года женился вторично на Иоланте Гризицкайте — социальном работнике Йонавского самоуправления, имеет внука Габриеля.

## Звания и награды
Почётный президент ассоциации баскетбольных тренеров Литвы, член исполнительного комитета федерации баскетбола Литвы. Автор научных статей, методических пособий, участник многих Литовских и международных научных конференций. В 1997 году присвоено звание заслуженного тренера Литовской ССР и высшая категория тренера-эксперта.
За заслуги награждён Орденом Великого князя Литовского Гядиминаса 3-й степени (командорский крест).